# Bratislavski grad
Bratislavski grad (slovaško: Bratislavský hrad, nemško: Pressburger Schloss, madžarsko: Pozsonyi Vár) je glavni grad v Bratislavi, glavnem mestu Slovaške. Gre za masivno pravokotno zgradbo s štirimi stolpi, ki se nahaja na osamljenem kamnitem hribu Malih Karpatov neposredno nad Donavo v središču Bratislave. Zaradi svoje velikosti in lokacije velja za osrednjo podobo mesta skozi stoletja.
Iz gradu je možen odličen razgled na Bratislavo, Avstrijo, ob jasnem vremenu pa se vidijo tudi deli Madžarske. Veliko legend je povezanih z zgodovino gradu.

## Objekti
Na grajskem mestu so:

### Palas
Grajsko poslopje vključuje štiri stolpe (po enega na vsakem vogalu) in dvorišče z 80 m globokim vodnjakom. Največji in najvišji stolp je Kronski stolp na jugozahodnem vogalu. 47 m stolp je iz 13. stoletja in je približno 200 let od sredine 16. stoletja hranil kronske dragulje Madžarske. Zunanje stene in notranji hodniki vsebujejo fragmente starih gotskih in renesančnih konstrukcijskih elementov. Vzhodno od glavne dvorane/vhoda so še vidna zazidana vhodna vrata iz 16. stoletja.

### Muzej
Za vhodom je arkadni hodnik, ki vodi do velikega baročnega stopnišča, ki vodi do razstav Slovaškega narodnega muzeja v drugem nadstropju. V zahodnem krilu tega nadstropja so 4 dvorane zakladnice (odprte leta 1988) z zbirko najdragocenejših arheoloških najdb in drugih predmetov Slovaške, vključno s prazgodovinskim kipom, imenovanim Moravanska Venera. V tretjem nadstropju je razstava o zgodovini Slovaške. V prvem nadstropju v južnem krilu stavbe so prostori slovaškega parlamenta — Državnega sveta Slovaške republike — vključno s pohištvom iz 16. stoletja. V severnem traktu stavbe, nekdanji baročni kapeli, je Glasbena dvorana, v kateri se odvijajo koncerti. Na dvorišču je vhod v viteško dvorano.

### Vhodna vrata
- Sigismundova vrata na jugovzhodu – najbolje ohranjen originalni del mesta, zgrajen v 15. stoletju
- Dunajska vrata na jugozahodu – zgrajena leta 1712
- Nikolajeva na severovzhodu – zgrajena v 16. stoletju
- Leopoldova vrata

### Druge stavbe
Zahodno od glavne stavbe je na novo rekonstruirana stavba F. A. Hillebrandta, ki je iz leta 1762 in je bila uničena v požaru leta 1811. Častno dvorišče je prostor tik pred grajskim vhodom iz konca 18. stoletja.
Znotraj Sigismundovih vrat in pod častnim dvoriščem je Leopoldovo dvorišče z bastijoni, zgrajeno v 17. stoletju.
Vzhodno od grajske stavbe je na tleh nakazana konstelacija Velikomoravske bazilike (9. stoletje), cerkev sv. Odrešenika (11. stoletje) in drugi zgodnjesrednjeveški objekti. Prave arheološke najdbe so neposredno pod to označeno konstelacijo.
Zraven Nikolajevih vrat, gotskih vrat iz 15. stoletja v severovzhodnem kvadrantu, je bastijon Lugiland. To je dolga trinadstropna stavba iz 17. stoletja, v kateri je trenutno Državni svet Slovaške republike in baročni hlev (danes znana restavracija). Francoski baročni vrt] se nahaja južno od hleva.
Severno mejo najdišča tvori dolga baročna stavba iz 18. stoletja, v kateri sta danes Slovaški narodni muzej in grajska uprava.

## Zgodovina

### Prazgodovina (2800 – 450 pr. n. št.)
Grad, tako kot današnje mesto, je bil naseljen že tisočletja, saj stoji na strateški lokaciji v središču Evrope na prehodu med Karpati in Alpami, na pomembnem prehodu za prečkanje reke Donave in na pomembnem križišču srednjeevropskih starodavnih (trgovskih) poti, ki potekajo od Balkana ali Jadranskega morja do reke Ren ali Baltskega morja, najpomembnejša pot pa je Jantarjeva pot.
Prebivalci kulture Boleráz (najstarejša faza Badenske kulture) so bili prva znana kultura, ki je zgradila naselbine na grajskem griču. To se je zgodilo okoli leta 3500 pred našim štetjem (tj. v visoki bakreni dobi). Njihov grad je bil utrjeno naselje in nekakšna akropola naselja v današnjem starem mestnem jedru Bratislave.
Druge večje najdbe z grajskega griča so iz halštatskega obdobja (starejša železna doba, 750 – 450 pr. n. št.). Takrat so ljudje Kalenderberške kulture zgradili v skalo grajskega hriba zarito stavbo. Spet je grad služil kot akropola za naselja v zahodnem delu starega mestnega jedra.

### Kelti in Rimljani (450 pr. n. št. – 5. stol. n. št.)
V latenskem obdobju (mlajša železna doba, keltsko obdobje, 450 pr. n. št. – 1 pr. n. št.) je grajski grič postal zelo pomembno središče Keltov. V zadnjem stoletju pr. n. št. (po letu 125 pr. n. št.) je grad služil kot akropola oppiduma (mesta) keltskih Bojev. O tem priča veliko število in raznovrstnost najdb (med drugim novci, hišna oprema, dve rimski stavbi, grajska vhodna vrata itd.).
Grajski hrib, ki je ležal ob Donavi in tako že od leta 9 pr. n. št. na meji Rimskega cesarstva, so v rimskem obdobju (1. do 4. stol. n. št.) naselili tudi Rimljani; najdbe opek rimskih legij (XIII. legija Gemina, X. legija Gemina, itd.) in nekateri deli arhitekture (rimski figuralni relief, deli strehe itd.) to nakazujejo.
Dogajanje v 5. stoletju (čas velikega preseljevanja ljudstev) je večinoma nejasno.

### Slovani, Kneževina Nitra, Velikomoravska (500 – 907)
Razmere so se spremenile s prihodom Slovanov na ozemlje Bratislave. Sprva so delno uporabili starejše rimske in keltske strukture ter dodali nekaj utrdb. Verjetno ob koncu 8. stoletja (vsekakor ne kasneje kot v zgodnjem 9. stoletju), v času Nitranske kneževine, je bil zgrajen slovanski grad z lesenim obzidjem z ogromno površino 55.000 kvadratnih metrov. V drugi polovici 9. stoletja, v času Velikomoravske, so dodali kamnit palas, obdan z bivališči in veliko baziliko.
Bazilika je največja velikomoravska bazilika z ozemlja Slovaške, površina gradu pa je približno enaka površini najdišča Mikulčice (zgodovinsko mesto "Moravska"), ki je najpomembnejše velikomoravsko arheološko najdišče.
Za gradnjo tega slovanskega gradu v Bratislavi je bil uporabljen material iz starih rimskih stavb. To bi lahko bila potrditev sporne trditve Aventina iz 16. stoletja, ki je – sklicujoč se na izgubljene vire – trdil, da je okoli leta 805/7 velikomoravski knez Uratislav (t. i. Vratislav) zgradil današnjo Bratislavo (Grad?) na mestu nekdaj uničene rimske obmejne utrdbe Pisonium, novo naselje pa so po njem poimenovali Uratislaburgium / Wratisslaburgium. Drugo verjetno dejstvo je, da je okoli leta 900 grad in ozemlje, ki ga je nadzoroval, dobil v fevd Predslav, tretji sin velikomoravskega kralja Svetopolka I., in da je Pre(d)slaven ali oseba z istim imenom oseba, po kateri grad in mesto sta dobila svoje staro nemško ime Pressburg (iz katerega izvira staro slovaško ime Prešporek).
Najstarejša različica tega imena je bila Preslava (slovaško) / Preslav(a)s burg (nemško). Prvič se je pojavil leta 907 (bitka pri Pressburgu) v oblikah Brezalauspurc(h), Braslavespurch in Pressalauspruch ter nato okoli leta 1000 na madžarskih kovancih kot Preslav(v) a Civitas (kar pomeni Bratislavski grad). Po drugi strani pa je natančna lokacija Brezalauspurca še vedno sporna.

### Visoki in pozni srednji vek (907 – 1531)
Gradnja novega kamnitega gradu se je začela v 10. stoletju, vendar so dela zaostajala. Pod ogrskim kraljem Štefanom I. (1000–1038) pa je bil grad že eden osrednjih gradov Ogrske kraljevine. Postal je sedež grofije Pozsony in ščitil kraljestvo pred češkimi in nemškimi napadi (npr. leta 1030, 1042, 1052, 1108, 1146) in je igral pomembno vlogo v bojih za prestol v Ogrskem kraljestvu (npr. boji po smrt kralja Štefana I.). Leta 1052 je Henrik III. poskušal zasesti grad. Po madžarskem izročilu je Zothmund, madžarski vojak, priplaval do ladij invazijske flote, vanje izvrtal luknje, in jih potopil. Tu je živel madžarski kralj Salomon Ogrski, dokler ga po ukazu Ladislava I. niso odpeljali v ječo v Nitro. Istočasno so posodobili staro obzidje in prizidali cerkev sv. Odrešenika s kapitljem in cerkveno šolo. Štefan III. Ogrski je skoraj 100 let pozneje pred sovražniki pobegnil na grad.
Grad so v 12. stoletju (verjetno po letu 1179) spremenili v protoromanski kamnit palas, morda zato, ker se je kralj Béla III. (1173–1196) odločil, da Esztergom postane dokončni sedež kraljev Ogrske. To je bil palas, podobna tistim, ki so bili zgrajeni v Nemčiji pod Friderikom Barbarosso. Leta 1182 je Barbarossa pod gradom zbral svojo križarsko vojsko. Cerkvene ustanove in poslopje na gradu so v začetku 12. stoletja preselili v mesto pod gradom.
Dobro utrjeni grad Pressburg je bil med redkimi gradovi v Ogrskem kraljestvu, ki je lahko zdržal mongolske napade v letih 1241 in 1242. Kot odgovor na te napade je bil zgrajen ogromen »stolp za zaščito kraljestva«, grajska stavba leta 1245 neposredno ob dveh starejših palasih. Stolp je bil pravzaprav ogromna visoka stanovanjska stavba. Poleg tega so v staro obzidje vzidali 7 (pravih) kvadratnih stolpov in okoli ožjega gradu (t. i. stanovanjske stavbe) obzidali kamnito obzidje. Največji med obzidnimi stolpi je bil hkrati vogalni stolp kamnitega zidu. Danes je del grajske stavbe — identičen je današnjemu Kronskemu stolpu, ki je največji od štirih obstoječih stolpov stavbe. Zgrajen je bil verjetno okoli leta 1250, ko so na gradu delovali vitezi hospitalci.
25. oktobra 1265 sta se tu zaročila češki kralj Přemysl Otokar in vnukinja madžarskega kralja Béle IV., Kunigunda. Tu se je rodila hči Andreja II. in Gertrude, Elizabeta. Novi grad se je soočal z nadaljnjimi konflikti. Leta 1271 je češki kralj Otokar II. vdrl na ozemlje današnje zahodne Slovaške in zadolžil viteza Egida za upravljanje osvojenega gradu. Egid se je dve leti kasneje uprl Otokarju in ga je Otokar premagal, vendar je moral ta zaradi težav na Češkem zapustiti to ozemlje. V letih 1285-86 je plemič Nicholas Kőszegi zasedel grad, da bi ga uporabil kot bazo za upor proti ogrskemu kralju, vendar je bil poražen. Kmalu zatem, v letih 1287–1291, je avstrijski vojvoda Albreht I. Habsburški, ki je podpiral Nikolaja, zasedel grad, vendar ga je premagal Matej III. Csák, ki je bil zaradi tega postavljen za okrajnega glavarja Pozonske grofije. Bolj ali manj uspešno avstrijsko okupacijo gradu in grofije je v letih 1302-1312/1322 zavzel vojvoda Rudolf.
Zaradi teh nenehnih bojev je ogrski kralj leta 1291 delu naselij pod gradom podelil mestne pravice (mestno listino) in jih s tem odvzel oblasti okrajnega glavarja v gradu. Nekatera naselja na grajskem griču so ostala pod oblastjo gradu in nanje se je postopoma razširila utrdba.
Leta 1385 je kralj Sigismund Luksemburški zasedel grad in Pozonsko grofijo in eno leto pozneje dal grofijo v zastavo svojima bratrancema, moravskima mejnima grofoma Prokopu in Joštu v zameno za posojilo, ki sta mu ga dala. Grad je leta 1389 ponovno osvojil Stibor Stiboriczski, ki je bil za nagrado v letih 1389-1402 postavljen za okrajnega glavarja Pozonske grofije. Na Bratislavskem gradu je dal zgraditi kapelo.
Drugi zaveznik kralja Sigismunda, zlasti v njegovih bojih proti češkim husitom, je bila plemiška družina Rozgonyi, ki je leta 1421 prejela funkcijo glavarja Pozonske županije. V nekem trenutku med letoma 1420 in 1430 se je kralj Sigismund (sveti rimski cesar) odločil Bratislavski grad – zaradi njegove centralne lege – središče njegovega novega nemško-češko-ogrskega cesarstva. Leta 1423 je kralj ukazal Rozgonjijem, naj izboljšajo utrdbe gradu kot zaščito pred husitskimi napadi, ker je grad stal blizu češke meje in je bil še vedno zaščiten le s starim lesenim obzidjem. Staro obzidje so zamenjali z novim boljšim kamnitim branikom. Nato je med letoma 1431 in 1434 prišlo do popolne preureditve gradu Pressburg. Povabili so strokovnjake iz Nemčije, material vozili iz Avstrije, mestom so uvedli posebne davke prav za gradnjo načrtovanega največjega gradu, ki je bil kdaj koli zgrajen. Gradbeni mojster je bil Konrad von Erlingen. Stanovanjski »stolp« je bil porušen, nov gotski palas pa je bil po obliki približno podoben sedanjemu gradu (vendar brez dveh stolpov). Danes so edini v celoti ohranjen del gradu iz tistega časa Sigismundova vrata (napačno imenovana Korvinova vrata), to je vzhodna vhodna vrata v braniku. V glavnem palasu so ohranjeni manjši deli. Sigismundovi načrti pa se niso uresničili, saj grad nikoli ni postal Sigismundova rezidenca in je Sigismund vedno živel v mestu pod gradom.
Po Sigismundovi smrti leta 1437 je novi kralj Albert Habsburški v grad zaprl njegovo vdovo Barbaro Celjsko. Leta 1438 je bila Albertova hči Ana na gradu zaročena z mejnim grofom Viljemom III., deželnim grofom Turingije. Tu sta bivala tudi János Hunyadi in njegova žena Erzsébet Szilágyi. Kasneje je v gradu verjetno živel Ladislav Posmrtni (vsaj deli gradu so bili prilagojeni zanj). V letih 1440-1443 so potekali boji med gradom Pressburg, ki so mu vladali okrajni glavarji iz družine Rozgonyi (ki je podpiral poljskega kralja Vladislav III.) in mestom Pressburg (ki je podpiral – in bil v lasti – kraljice Elizabete, ki je vladala za mladega Ladislava Posthumna). Grajska popravila v letih 1438, 1452 in 1463 so vključevala popravilo škode, ki jo je povzročil zgornji spopad. V 15. stoletju so na grajskem dvorišču zgradili vodnjak.

## Glavni grad Ogrske (1531 – 1783)

### Politični dogodki
Leta 1536 (de facto že 1531), potem ko so Turki (Osmansko cesarstvo) osvojili sedanjo Madžarsko, je Pressburg postal glavno mesto (sedež parlamenta in osrednjih oblasti, kraj kronanj) preostalega Ogrskega kraljestva, ki se je preimenovalo v Kraljevino Ogrsko in so ji sedaj vladali avstrijski Habsburžani. Posledično je grad Pressburg postal najpomembnejši kraljevi grad in uradni sedež ogrskih kraljev (ki pa so običajno prebivali na Dunaju). Hkrati se je moral Pressburg in njegov grad od začetka 16. stoletja soočiti z različnimi protihabsburškimi upori v Kraljevini Ogrski na ozemlju Slovaške. Na primer, čete Gabriela Bethlena so zasedle grad med letoma 1619 in 1621, ko so ga ponovno osvojile habsburške čete, in dale odstraniti kraljevo krono z gradu Pressburg do leta 1622. Med letoma 1671 in 1677 je bil grad Pressburg dom izrednega sodišča proti protestantom in udeležencem protihabsburških uporov. Emerik Thököly, vodja drugega velikega protihabsburškega upora, v letih 1682-83 ni uspel osvojiti gradu.

### Krona svetega Štefana v kronskem stolpu
Med letoma 1552 in 1784 je v gradu bivala Krona svetega Štefana. Zanj sta skrbela dva ogrska kronska stražarja, 50 ogrskih in 50 avstrijskih pešcev. Ogrski kralji, ki so izhajali iz tujih rodbin kot Habsburžani, je niso mogli posedovati in so imeli dostop do krone samo med slovesnostjo kronanja.

### Renesančna spreobrnitev
Takoj po porazu Ogrske kraljevine v bitki pri Mohaču leta 1526, v kateri je umrl kralj, je kraljica – Marija Habsburška – s spremstvom pobegnila iz Budima v Pressburg. Kraljevi zaklad (večinoma zelo dragoceni umetniški predmeti, kraljevo žezlo, jabolko in meč, globus Ladislava Jagielskega, znan kot Astrolabij itd.) in številni drugi pomembni predmeti, ki jih je vzela s seboj, so bili deponirani na gradu Pressburg in varovani pri kraljevem graščaku Janu Bornemiszi. Kmalu zatem pa je novi kralj Ferdinand I. Habsburški večinoma uničil ta dragoceni zaklad, ki ga je potreboval za financiranje svojega sodelovanja v državljanski vojni na Ogrskem, manjši deli pa so šli v Dunajsko zakladnico (Wiener Schatzkammer), ali je postala Marijina osebna last ali pa se je za vedno izgubila.
Upoštevajoč novo vlogo gradu, ga je cesar Ferdinand I. Habsburški med letoma 1552 in 1562 dal italijanskim gradbenikom in umetnikom, kot sta Giulio Licino da Pordanone in Maciotanus Ulisses iz Rima, prezidati v renesančni grad (vendar so se nekatera dela nadaljevala tudi kasneje). Glavni projektant in nadzornik gradnje je bil italijanski arhitekt Pietro Ferrabosco, ki je služboval pri cesarju na Dunaju in je v letih 1552 – 1571 poznal pressburškega kapitana grofa Ecka Salma. Oblika stavbe se ni spreminjala (razen vhoda, ki je bil premaknjen), vendar je bil popolnoma spremenjen znotraj in zunaj. Preuredili so predvsem tla in prostore, večina prostorov pa je dobila dragoceno opremo. V poznem 16. stoletju so ob vzhodni steni prizidali hišo (za različne igre z žogo) in drugo, boljši vodnjak. Žal je iz tega časa v bistvu v celoti ohranjen le en del grajske kapele, paradoksalno, ker je bila v 17. stoletju zazidana kot »nepotrebna«. Na preostalem delu najdišča so bila na severozahodu lesena bivališča za stražarje (do 18. stoletja), nekje levo od grajskega poslopja so izboljšali (danes neznani) »stari stolp«, zahodna vhodna vrata mesta je nadomestila velika orožarna.
Glede na funkcije gradu po letu 1530 so bili v njem izbrani udeleženci zborov (vključno s kraljevimi (cesarskimi) stanovanji, ki so tam že od gotske prezidave), nekaterim osrednjim oblastem kraljeve Ogrske, grofiji glavarja Bratislave itd., v stanovanje guvernerja kraljeve Ogrske (običajno cesarjevega brata), od leta 1552 pa so bili tukaj tudi deponirani kronski dragulji – v današnjem kronskem stolpu. V gradu so potekale tudi začetne in končne seje zbora.

### Baročne predelave
Ker so bile nekatere renesančne spremembe narejene v naglici (zlasti lesena streha), se je že leta 1616 začela nova, postopna zgodnjebaročna prezidava po načrtih glavnega cesarskega arhitekta Giovannija Battiste Carloneja. Dela so se okrepila leta 1635 in končala okoli leta 1647. Večinoma jih je financiral grof Paul Pálffy (Pálfi), grajski kapitan in okrajni glavar Pozonske županije. Videz, ki ga je grad dobil s to preureditvijo, je v bistvu videz, ki ga je grad ohranil do danes. Na novo sta bila pozidana severni in zahodni del glavne stavbe in dodano novo, tretje nadstropje v celotni stavbi, glavni vhod je bil premaknjen nazaj na sredino obzidja, izboljšane so bile starodavne utrdbe, kapela je bila prestavljena iz južni del v severni del (današnja Glasbena dvorana), prizidana pa sta bila 2 nova stolpa – tako so v seštevku dobili sedanje 4 vogalne stolpe. Kot nagrado, ker med pretvorbo ni poneveril državnih sredstev, je zbor leta 1650 imenoval grofa Paula Pálffyja za dosmrtnega stotnika gradu Pressburg, okrajnega glavarja Pozonske grofije in užitkarja gradu (ki je ostal v lasti krone). Eno leto pozneje je cesar te funkcije in naslove dedoval za Pálffyje.
Leta 1653 so se vsi leseni stropi izkazali za slabe in so jih morali v naslednjih letih zamenjati, tako da so se dragocene slike, ki so bile na njih, izgubile. Deset let kasneje, ko so se soočili z enim pogostih turških (osmanskih) napadov na ozemlje Slovaške, so utrdbe izboljšali pod vodstvom vojaškega inženirja Josefa Priamija s cesarskega dvora na Dunaju. Nadaljnje izboljšave utrdb so sledile okoli leta 1673. Končale so se z dokončnim porazom Turkov pri Dunaju leta 1683. Leta 1703 so na severovzhodnem delu mesta zgradili vojašnico in tudi orožarno preuredili v vojašnico. Današnja Dunajska vrata so bila zgrajena ob kronanju cesarja Karla VI. leta 1712 in se od takrat uporabljajo kot glavni vhod na grad.

#### Spremembe Marije Terezije
Ko je leta 1740 Marija Terezija avstrijska postala kraljica Ogrske kraljevine, je plemičem obljubila, da bo imela rezidenco tako v Avstriji kot v Ogrski – to je na gradu Pressburg. Obljubo je držala in veliko časa preživela v Bratislavi. Med letoma 1761 in 1766 je bila izvedena ustrezna preureditev obrambnega gradu v (takrat) moderno kraljevo rezidenco.
Manjše spremembe pa so bile izvedene že od leta 1740 dalje: poleg različnih sprememb v notranjosti je bil v severnem delu mesta dodan velik vrt in cesar Franc I. (mož Marije Terezije, ki se je zanimal za botaniko) je ustvaril majhen vrt vzhodno od grajskega poslopja. Glavni oblikovalec do leta 1757 je bil J. B. Martinelli.
Madžarski redovi so podprli Marijo Terezijo s klicaji Vitam et Sanguinem na gradu v času sedemletne vojne.
Večje spremembe v notranjosti gradu (v rokokojskem slogu) so se začele leta 1760. Novi glavni projektant med letoma 1761 in 1762 je bil Franz Anton Hillebrandt. Ob zahodnem obzidju gradu so prizidali novo enonadstropno stavbo za kuhinjo, služabnike in konje. Ker oskrba z vodo za grad ni zadostovala, je Marija Terezija dala Johannu Wolfgangu von Kempelnu zgraditi poseben vodovod, ki je s črpalkami črpal vodo iz cisterne v mestu na bregu Donave. Stopnice po vsem gradu so bile na zahtevo Marije Terezije predelane z nižjim naklonom, da je lahko po njih jezdila konja. Rezultat teh sprememb, kar zadeva zunanjost same palače in mestna vrata, je bil zelo podoben Bratislavskemu gradu, kot ga poznamo danes.
Marija Terezija zaradi sporov z ogrskimi plemiči ni imenovala palatina, ki je zastopal plemiče, temveč je leta 1765 imenovala guvernerja za Ogrsko kraljevino, ki je bil poslušen kraljici. Bratislavski grad je postal njegov sedež, urad okrajnega glavarja pa je zapustil grad. Drugi guverner je bil od leta 1765 Albert Saško-Teschenski, kraljičin zet – mož kraljičine najljubše hčerke Marie Christine Avstrijske. Albert in Maria Christine sta se na grad preselila leta 1766. Ker sta bila oba promotorja kulture in znanosti, sta grad in mesto postala kraj pogostih dogodkov in obiskov na področju kulture in znanosti.
Ker guverner ni imel dovolj prostora, so v letih 1767 - 1770 ob vzhodni steni grajskega poslopja zgradili novo palačo (pozneje imenovano Theresianum). Zasnoval jo je F. A. Hillebrandt v klasicističnem slogu. Oprema je bila zelo draga in dragocena ter je vključevala na stotine umetniških predmetov. V prvem nadstropju je bila družinska galerija, ki je kasneje postala osnova današnje galerije Albertina na Dunaju.
Poleg tega so na severnem koncu gradu zgradili zimsko jahalno šolo, poletno jahalno šolo postavili neposredno na grajsko dvorišče, prilagodili oba grajska vrta (v schönbrunnskem slogu) in prvič v zgodovini uvedli nočno razsvetljavo z oljenkami na dovozni cesti do gradu. Leta 1770 je Marija Terezija sama ukazala, da se glavnemu gradu in Theresianumu zagotovijo dodatne dragocene slike in pohištvo, guverner pa se je preselil v dokončani Theresianum. Tam jih je Marija Terezija pogosto obiskovala, vendar večinoma neuradno.

## Izguba pomena in uničenje (1783 – 1811)
Urad guvernerja Ogrske kraljevine je leta 1781 ponovno ukinil novi kralj Jožef II., Albert Saško-Teschenski pa je zapustil grad in odnesel številne dele opreme. Umetniška zbirka (današnje galerije Albertina) je šla deloma na Dunaj, deloma v Belgijo, kjer je Albert postal novi guverner. Ostali predmeti so se večinoma preselili na Dunaj. Leta 1783 je Pressburg prenehal biti sedež osrednjih oblasti kraljevine. Preselili so jih v Budim (danes del Budimpešte). Kronski dragulji Ogrske so bili prestavljeni v Hofburg na Dunaju.
Leta 1784 so Theresianum, nekatere druge sekundarne stavbe in vrtove prilagodili, ker je grad postal »generalno semenišče«, ki je bila vrsta državne šole za katoliške duhovnike, ki jo je uvedel Jožef II. Generalno semenišče na gradu Pressburg je imelo pomembno vlogo v zgodovini Slovaške, saj je izobrazilo številne pomembne slovaške intelektualce, na primer Antona Bernoláka, avtorja prve uspešne kodifikacije slovaškega knjižnega jezika.
Leta 1802 se je generalno semenišče preselilo v drug kraj, grad pa je bil dodeljen vojaški za vojašnico. To je bil začetek konca gradu. Rokokojsko notranjščino gradu so prilagodili za bivanje okoli 1500 vojakov. Leta 1809 so Pressburg in grad s topovi obstrelile Napoleonove čete. 28. maja 1811 je grad zaradi neprevidnosti vojakov garnizije zagorel v velikem plamenu. Ogenj se je razširil celo na dele mesta.

## Grad v ruševinah (1811 – 1953)
Porušeni grad je postopoma propadal. Vojaštvo je dele glavnih grajskih stavb prodajalo kot gradbeni material v okolici. Med obema svetovnima vojnama so grad poskušali porušiti, da bi na grajskem hribu in v njegovi okolici zgradili državne urade in univerzitetno četrt v prvi Češkoslovaški republiki in v prvi Slovaški republiki. Številni deli mesta pa so se še naprej uporabljali kot vojašnice in so bili ustrezno prilagojeni do leta 1946.
Leta 1946 so ruševine odprli za javnost. Dve leti pozneje je mesto v severnem delu grajskega prizorišča zgradilo amfiteater. Amfiteater je bil v uporabi približno 15 let. Tam so poleti predvajali filme.

## Obnova in sodobna zgodovina (po 1953)
Končno je bilo odločeno, da se grad obnovi. Arheološke in arhitekturne raziskave so se začele leta 1953, dolgotrajna obnovitvena dela pa leta 1957. Obnova je bila izvedena do zadnjega (baročnega) stanja glavne stavbe, marsikje pa so bili obnovljeni starejši (gotika, renesansa) ohranjeni elementi ali deli. Theresianum ni bil obnovljen, stavba F. A. Hillebrandta iz leta 1762 pa je bila obnovljena šele okoli leta 2000. Slovaški slikar Janko Alexy je pridobil priznanje za obnovo gradu. Dokončanje obnove leta 1968 je bilo prekinjeno avgusta 1968, ko so grad zasedle enote Varšavskega pakta (glej Praška pomlad). 28. oktobra 1968 pa je bil v dvorani federacije podpisan zakon o federaciji, ki je centralistično državo Češkoslovaško spremenil v federacijo Češke socialistične republike (kasneje imenovane Češka) in Slovaške socialistične republike (kasneje imenovane Slovaška republika). 3. septembra 1992 je bila v Viteški dvorani gradu podpisana nova ustava neodvisne Slovaške.
Od leta 1968 so v gradu razstave Slovaškega narodnega muzeja, hkrati pa njegove prostore uporablja Državni svet Slovaške republike (danes Državni svet Slovaške republike) za predstavitvene namene. Leta 1992 je bila v gradu začasno podružnica češkoslovaškega predsednika, kasneje v 1990-ih pa začasno slovaškega predsednika. V njem so še vedno muzej in prostori za predstavitve Državnega sveta Slovaške republike in predsednika. Nova obnova je bila načrtovana že leta, saj so bile od leta 1968 (razen dozidave stavbe F. A. Hillebrandta) izvedene le manjše adaptacije, kot je na primer izgradnja Zakladne komore leta 1988, zamenjava stekla v arkadah slavnostnega stopnišča leta 1995, ter 1996-97 kompletno popravilo strehe. Zadnje manjše prilagoditve so se zgodile ob vrhu Bush in Putin v Bratislavi februarja 2005. Obsežna obnova se je začela leta 2008. Trajala naj bi 5 let in stala 1,5 do 2 milijardi slovaških kron (47,06 do 62,75 milijona evrov).
6. junija 2010 je bila obnova častnega dvorišča Bratislavskega gradu zaključena z veliko državno televizijsko slovesnostjo odkritja konjeniškega kipa kralja Svetopolka I., ki ga je izdelal slovaški kipar Ján Kulich.